# 타한산
타한산(말레이어: Gunung Tahan)은 말레이시아 파항주의 산이다. 말레이 반도에서 가장 높은 산으로 높이 2,187m이다.